# Жебри-Острови
Жебри-Острови (пол. Żebry-Ostrowy) — село в Польщі, у гміні Ольшево-Борки Остроленцького повіту Мазовецького воєводства.
Населення — 116 осіб (2011).
У 1975-1998 роках село належало до Остроленцького воєводства.

## Демографія
Демографічна структура станом на 31 березня 2011 року:
|          | Загалом | Допрацездатний вік | Працездатний вік | Постпрацездатний вік |
| -------- | ------- | ------------------ | ---------------- | -------------------- |
| Чоловіки | 61      | 20                 | 35               | 6                    |
| Жінки    | 55      | 19                 | 24               | 12                   |
| Разом    | 116     | 39                 | 59               | 18                   |